# Le porno detenute
Le porno detenute (Presídio de Mulheres Violentadas) è un film erotico brasiliano del 1977 diretto da Luiz Castellini e Antonio Polo Galante.

## Trama
La direttrice di un carcere femminile infligge punizioni corporali alle detenute. Due di queste - Isidora, condannata per spaccio, e Maria, un'assassina - iniziano a macchinare piani.